# Guerres byzantino-lombardes

Le royaume lombard d'Aistolf en 756 à son expansion maximale (en gris) et l’Italie byzantine (orange).

Les guerres byzantino-lombardes consistèrent en une longue suite de conflits qui marquèrent de 568 à 751 l’installation progressive de la tribu germanique des Lombards en Italie. Elles débutèrent lorsque le roi Alboïn décida de quitter son pays pour envahir l’Italie du Nord. Progressivement, sous les rois Agilulf (591-615), Rothari (636-652), Grimoald (662-671) et surtout Liutprand (712-744), les Lombards étendirent leurs conquêtes vers le sud, conquérant finalement l’exarchat de Ravenne en 751, mais sans toutefois parvenir à chasser complètement les Byzantins de la péninsule.

## Contexte historique

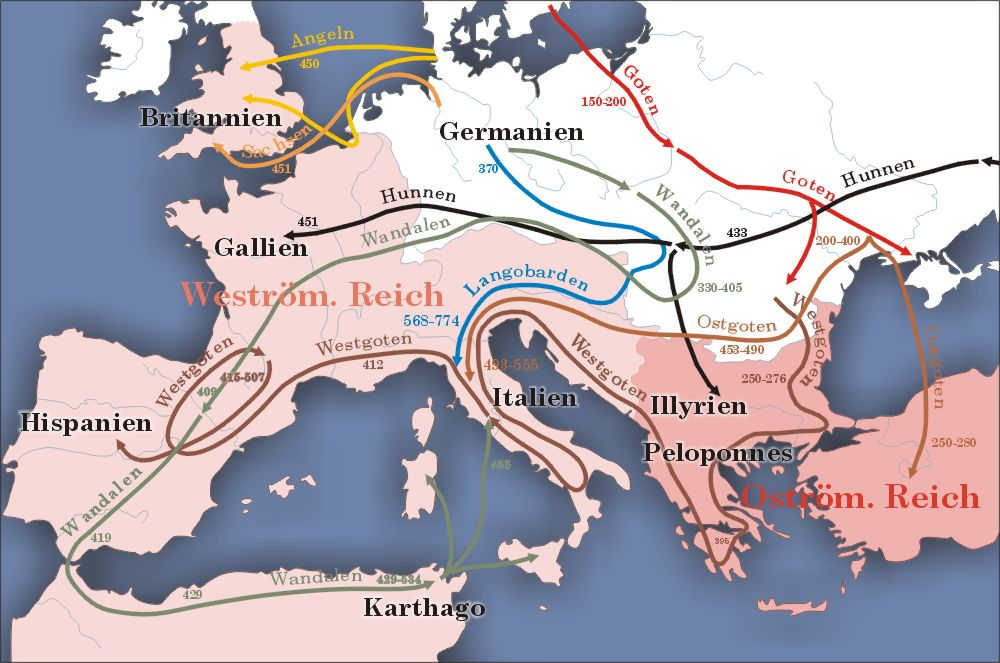
Migrations des Lombards du IVe siècle au VIIIe siècle

À la fin du Ve siècle, trois groupes dominaient la région du moyen Danube : les Ruges, les Hérules et les Gépides. Les Ruges, établis au nord du Danube face à l’ancienne province romaine de Norique, furent incités par l’empereur byzantin Zénon (r. 474-491) à attaquer Odoacre, lequel après avoir mis fin au règne du dernier empereur romain d’Occident, Romulus Augustule, gouvernait depuis 476  la péninsule d’Italie en théorie du moins au nom du même empereur. Furieux, celui-ci se porta contre l'armée ruge non loin du Wienerwald. Le royaume des Ruges, malgré l'appui des Romains, fut anéanti par Odoacre en deux campagnes militaires entre 487 et 488. 
Des groupes lombards en profitèrent. Quittant la Bohême et le moyen Elbe où ils étaient installés ils migrèrent vers le sud dans la région précédemment occupée par les Ruges; de là ils entrèrent en Autriche vers 488/489 et commencèrent à s’étendre dans la région, battant d’abord les Hérules, puis occupant l’ancienne province romaine de Pannonie, au sud du Danube. Vers la mi-VIe siècle, ils étaient devenus la puissance dominante à l’ouest du moyen Danube, face aux Gépides. S’ensuivirent divers conflits au cours desquels l’empereur Anastase Ier (r. 491-518) soutint les Lombards contre les Gépides. 
Son deuxième successeur, Justinien Ier (r. 527-565), se donna comme mission de reconquérir les provinces romaines occidentales d’Afrique du nord perdues à la fin du siècle précédent aux mains des Vandales, puis celles d’Italie conquises d’abord par les Hérules d'Odoacre, eux-mêmes remplacés par les Ostrogoths de Théodoric le Grand : il en résultera la Guerre des Goths (535-553) qui se terminera par la reconquête de l’Italie par les généraux Bélisaire et Narsès,.
L’utilisation des troupes byzantines en Afrique et en Italie laissait la frontière du Danube et des Balkans dangereusement sans protection. Pour résoudre le problème des barbares sur cette frontière, Justinien eut recours à la diplomatie byzantine traditionnelle : diviser pour mieux régner. Pour neutraliser les Gépides qui s’étaient emparés de Sirmium et multipliaient les gestes hostiles, ainsi que la menace posée par les Francs de Theudebert, Justinien installa en 548-549 les Lombards en Pannonie. Il en fut récompensé par le fait qu’en 552, environ 5 500 Lombards allèrent en Italie au secours du général Narsès dans sa lutte contre les Goths. Au cours de la même année, un conflit éclata entre les Gépides et les Lombards, les deux peuples réclamant l’assistance de l’empereur. Justinien trancha en faveur des Lombards et envoya à leur aide un contingent dirigé par un petit-neveu de Theodoric, du nom d’Amalafridas, grâce à qui les Lombards vinrent à bout des Gépides.

## Installation des Lombards en Italie (568-605)

Le royaume lombard (gris) sous Alboïn (568-572) et l’Italie byzantine (orange).

Entre 560 et 565, Alboïn succède à son père Aldoin. Alboïn n’a que peu de sympathie pour les Byzantins, lesquels sont alors peu enthousiastes à l'aider face aux Gépides. Sa victoire contre ces derniers à la bataille d’Asfeld avait déjà obligé l'empereur Justinien à intervenir pour maintenir l'équilibre entre ces deux puissances régionales rivales. En 566, Alboïn s’allie à ses nouveaux voisins, les Avars dirigés par le khagan Bayan hostile aux Byzantins. En 567, les nouveaux alliés envahissent le territoire des Gépides, Alboïn par le nord-ouest et Bayan par le nord-est. Les Gépides sont alors partiellement absorbés par les Lombards et les Avars. Toutefois, après le décès de sa première femme Clodoswinthe l’année suivante  Alboïn épouse la fille du dernier roi gépide, Rosemonde, afin d'établir un lien avec les Gépides restants. La même année, le jour de Pâques, profitant du fait que le successeur de Justinien, Justin II (r. 565-578) est occupé en Orient, et se méfiant peut-être un peu de son nouvel allié et voisin avar, Alboïn quitte la Pannonie à la tête non seulement de son peuple mais également d'autres tribus dont certains survivants gépides, 20 000 Saxons et même des Avars, pour se diriger vers l'Italie non sans s’être fait octroyer par Bayan un droit de retour en Pannonie et en Norique valable pour 200 années. En échange et durant cette même période, les Avars devaient venir à leur aide si besoin était en Italie,,.
Cette aide ne fut pas nécessaire et l’imposante armée n’eut aucune difficulté à vaincre les faibles troupes byzantines restées sur place sous le commandement du général Narsès. Au mois de mai, ces guerriers identifiables à leur longue barbe (d’où leur nom : « longobardi ») prenaient possession du Frioul dans la province de Vénétie, et, après s’être emparés de la ville de Cividale, Alboïn y établit le premier duché (ducatus) lombard qu’il confia à son neveu, Gisulf à titre de « dux ». Le terme choisi est significatif, indiquant d’une part qu'Alboïn entendait adopter les institutions romaines et d’autre part que, qualifié de « ducatus » (duché) et non de « comitatus » (comté), il s’agissait d’une structure administrative militaire propre à une frontière et non d’une administration civile. Lui-même, à partir du nord-est de la péninsule, continua l’occupation de la fertile plaine du Pô jusqu'aux Alpes ainsi que de l'Italie centrale à l'exception de Ravenne et de Rome qui lui échappaient, conservées par les Byzantins; il installa son quartier général dans l'ancien palais du roi ostrogoth Théodoric le Grand à Vérone. Milan tomba à la fin de l'été 569 et Pavie capitula après un long et pénible siège de trois ans en 572. 
Cette invasion d’un territoire récemment repris par Justinien ne fut pas sans provoquer une réaction du côté byzantin. Le successeur de Narsès, le préfet du prétoire Longinus, tenta d’envoyer une force pour repousser l’envahisseur sous la conduite du beau-frère de Justin, Baduarius, mais celle-ci fut rapidement détruite et Longinus, qui devait devenir exarque à Ravenne, ne fit que peu d’autres efforts pour s’opposer à l’installation des Lombards. Constantinople, trop occupé en Orient, n’envoya aucune troupe pour rectifier la situation. Et lorsque, en 577 ou 578, le patrice Pamphronius de Ravenne fut envoyé à Constantinople pour plaider la cause de ce territoire, il revint de sa mission avec 3 000 livres d’or et comme instructions de tenter de soudoyer les Lombards ou, à défaut, d’employer la somme pour acheter l’intervention des Francs. Une deuxième ambassade, l’année suivante, n’eut guère plus de résultat. De la même façon des ambassades envoyées par les Lombards eux-mêmes demandant leur reconnaissance comme alliés et le droit de s’installer dans les villes et régions déjà conquises ne reçurent aucune réponse. À la tête d’un empire trop étendu, Tibère II Constantin (r. 578-582) ne considérait manifestement pas les possessions byzantines d’Italie comme l’une de ses priorités. 

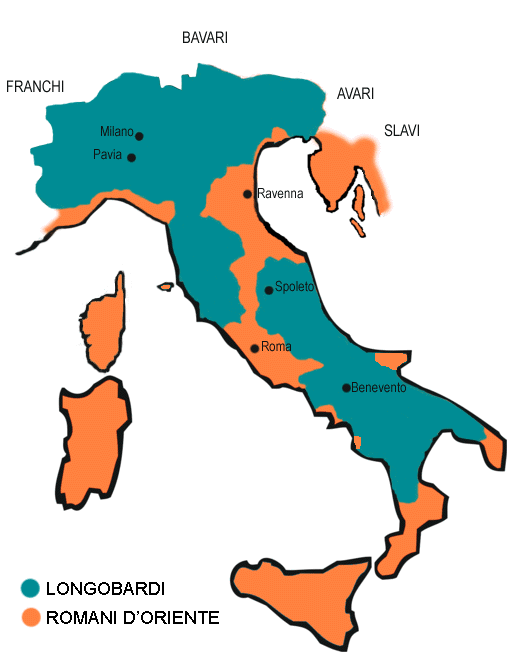
Le royaume lombard sous Agilulf; on notera le « corridor Rome-Ravenne en orange.

Toutefois, Alboïn ne devait guère profiter de ses succès : le 28 juin 572, il fut assassiné à Vérone. Son successeur, Cleph (r. 572-574) persécuta violemment l'aristocratie romaine et byzantine et tenta, selon Paul Diacre, d'étendre la domination lombarde sur la péninsule. Quelque dix-huit mois après son élection, il fut également assassiné avec sa femme Massana par un jeune garde du corps. Il faudra dix ans avant que le roi Authari  ne lui succédât (574), période pendant laquelle les quelque trente-six « duces » ou « ducs » installés sur le territoire lombard  gérèrent leur territoire de manière autonome. C’est durant cette période que, pour la première fois, des forces lombardes menaceront Rome pendant que d’autres, avançant dans les Apennins, occupèrent le territoire autour de Spolète et Bénévent. Le pape Benoit Ier (r. 574-579) fit appel à l’empereur qui envoya son beau-frère Baduarios porter secours à la cité; il devait être défait par les Lombards.
Toujours occupé par ses guerres en Orient, l’empereur byzantin se résolut à utiliser la même tactique que Justinien : dresser un groupe de barbares contre l’autre. Un chef de clan germanique ou suève du nom de Droctulft fut persuadé d’abandonner les Lombards pour se joindre aux forces impériales. Authari se porta alors à la rencontre de ce dernier qui fut obligé de retraiter de Brescia à Ravenne où il fut accueilli par l’exarque. De concert, les forces de l’exarque et celles de Droctulf parvinrent à reprendre le port de Classis et à sécuriser le corridor Ravenne-Caesarea-Classis.
Après six ans de règne, Authari mourut  le 5 septembre 590. Il eut pour successeur Agilulf, fils d’un noble lombard Ansoald, dux de Turin. Proclamé roi à Milan en mai 591 il épouse presque immédiatement la veuve de son prédécesseur, la reine catholique Théodelinde. À l’intérieur, Agilulf s’efforce d’abord de consolider son pouvoir, éliminant plusieurs ducs lombards rebelles comme Mimulf, duc de l'île de San Giuliano, Gaidulf, duc Bergame, Ulfari, duc de Trévise, et Zangrulf, duc de Vérone. Sur le plan extérieur, il combat les Byzantins et cherche à étendre la domination lombarde en Italie. Au printemps 593, il assiège et reprend Pérouse, coupant les relations entre Rome et Ravenne , puis, vers le mois de décembre il assiège Rome, défendue par Grégoire le Grand. Le siège ne sera levé qu’en mars 594 moyennant un tribut de 500 livres,. 
En octobre 598, les Byzantins, agissant par l’entremise de la papauté qui espère convertir les Lombards au catholicisme romain, concluent finalement un traité concédant aux Lombards une partie de l'Italie du Nord. Pérouse est restituée à l'exarque de Ravenne et les communications sont rétablies entre Ravenne et Rome (corridor Rome-Ravenne). Les efforts du pape, mais encore plus ceux de son épouse catholique porteront fruits : en 603, Agilulf fait baptiser leur jeune fils Adaloald (r. 602-628) selon le rite catholique. Lui-même abandonnera l’arianisme de tradition chez les Lombards en faveur du catholicisme nicéen en 607. En 603 également, il avait assiégé avec l'aide de renforts slaves la ville de Crémone,  puis celle de Mantoue, avant de signer une trêve avec l'exarque de Ravenne. L'empereur byzantin Phocas finit par reconnaître son pouvoir sur une partie de l'Italie qui reste morcelée. Agilulf mourra après vingt-cinq ans de règne, en 616, après avoir désigné Adaloald, encore adolescent, comme successeur.

## Sous Adaloald et Arioald (616-636)
Adaloald régnera d’abord sous l’influence de sa mère, accordant sa faveur à l’Église romaine. Peu après le début de son règne, il dut faire face à une attaque de l’exarque de Ravenne, Eleutherius, qui voulait semble-t-il se tailler un royaume propre en Italie. Après s’être fait couronné par le pape, Eleutherius s’avança vers Rimini, mais avant même d’avoir atteint l’endroit, il fut assassiné par des soldats fidèles à l’empereur de Constantinople. Il fut remplacé comme exarque par Isaac, lequel demeura en paix avec les Lombards, permettant à l’empereur Héraclès de se concentrer sur la guerre qu’il menait contre l’Empire perse de Chosroês II,,.
Selon Paul Diacre et la Chronique de Frédégaire, il devint fou après dix ans de règne et fit mettre à mort sans raison plusieurs nobles lombards. Son état mental  de même que son favoritisme envers l’Église de Rome, fit en sorte qu’un parti dirigé par le noble arien Arioald, renversa Adaloald en 626. Chassé de Pavie, devenue capitale lombarde, il mourut mystérieusement à Ravenne deux ans plus tard.
Devenu roi, Arioald fit enfermer sa femme dans un monastère, l'accusant de comploter contre lui avec le duc de Toscane, Tasson. En 634, il obtiendra de l’exarque Isaac la rémission d’un tiers du tribut qu’il devait verser à ce dernier pour lui permettre d’organiser le meurtre de Tasson. Plutôt que de combattre les Byzantins pour agrandir son royaume, Arioald se tourna vers le roi franc Dagobert en 631 avec lequel il attaqua les Slaves d’ Europe de l’Est. À sa mort en 636, Rothari, dux de Brescia, fut choisi pour lui succéder.

## Sous Rothari (636-652)

L'Italie lombarde (en bleu) à la mort du roi Rothari (652).

Duc lombard de Brescia, Rothari est porté au trône par le parti arien et, selon la coutume lombarde, épouse immédiatement la veuve catholique Gondeberge (Gundiperga) de ce dernier. Selon le chroniqueur Frédégaire, il commença son règne, comme l’avait fait Adaload, en mettant à mort de nombreux nobles insubordonnés puis, comme son prédécesseur immédiat, fera enfermer dans la forteresse de Lomello sa femme, accusée de complot. Sur l’intervention de Clovis II, celle-ci put toutefois retrouver sa liberté en 641. 
Rothari devait reprendre la politique de ses prédécesseurs et agrandir ses domaines aux dépens de l’Empire byzantin. Entre 640 et 643, dans le nord-ouest de l’Italie, il s’empara de la Ligurie où se trouvaient deux ports importants, Gênes et Luna (Luni), ainsi que de la Corse et de la Toscane. À l’est, il profita de la faiblesse de l’Empire byzantin dont les troupes étaient concentrées en Syrie et en Palestine pour conduire une attaque contre l’exarchat de Ravenne au cours de laquelle huit mille soldats byzantins perdirent la vie. Au nord-est, il s'empara enfin de la forteresse byzantine d'Oderzo qui avait toujours échappée aux Lombards et battit à deux reprises les Byzantins sur les monts Apennins et sur le versant septentrional du Monte Cimone. ll se dirigea ensuite vers la rivière Panaro, puis vers le sud où il s’empara d’Albinganum (Albenga), Varicotti (Varigotti) et Saona (Savona) dont il massacra les habitants. Peu avant sa mort en 652, après un règne de 16 ans, les Byzantins durent se résoudre à demander une trêve. Cependant, les duchés lombards de Spolète et de Bénévent, dont les ducs étaient quasi indépendants, continuèrent à lui échapper.
Signe de l’autorité qu’il avait acquise, son fils, Rodoald, lui succéda automatiquement, rompant avec la coutume lombarde qui voulait qu’un chef soit élu. Toutefois, celui-ci ne régna que quelques mois avant d’être assassiné par un mari jaloux. À nouveau, s’ensuivirent plusieurs années de calme relatif durant lesquelles le roi Aripert Ier convertit son peuple au christianisme nicéen, demandant à sa mort aux nobles d’élire pour lui succéder ses deux fils Perctarith and Godepert. Ce dernier, chrétien nicéen, gouverna à Milan pendant que son frère Perctarith, arien, faisait de même à Pavie. Les relations entre les deux frères ne tardent pas à se détériorer. Godepert appela à l'aide le duc de Bénévent, Grimoald, lequel intervint en effet, mais pour s’emparer de la couronne, assassinant Godepert et forçant Perctarith à fuir.
Officiellement arien, mais soupçonné de continuer à se livrer à diverses pratiques païennes, Grimoald (duc de Bénévent  647-662; roi des Lombards : 662-671) devait renouer avec la politique d’agrandissement de son royaume aux dépens des Byzantins. Il conduisit personnellement son armée contre l’armée de Constant II venu assiéger Bénévent,. Au sud, il conquit les ports de Tarente et de Brindisi, dont dépendait l’influence byzantine dans la région; au nord, il s’empara de Forli et rasa Oderzo où ses frères Tasso et Kakko avaient été assassinés des années plus tôt.  Cette dernière conquête, survenant un jour de Pâques alors que de nombreux chrétiens furent tués lors de célébrations religieuses, contribua à aviver les tensions entre les chrétiens orthodoxes de la région et les Lombards païens et ariens.
Il devait mourir en 671 et son fils Garibald, alors âgé de six ans, fut élu pour lui succéder. Il devait toutefois être chassé  par le retour de Perctarith, exilé neuf ans plus tôt. Catholique convaincu, il fit du catholicisme nicéen la religion officielle du royaume mais sans reconnaitre l'autorité papale. Au cours de son règne, il chercha surtout des accommodements avec les Byzantins, si bien qu’en 680, l’empereur Constantin V (r. 741-775) reconnut pour la première fois l’autonomie des Lombards en Italie.

## Sous Liutprand (712-751)

Le royaume lombard à la mort de Liutprand en 712.

L’histoire se répétant, à sa mort en 700, son fils encore enfant monta sur le trône pour en être chassé quelques mois plus tard. Il en fut de même pour les successeurs de celui-ci jusqu’à Aripert II (r. 701-712) qui mourut noyé en 712. 
Fils d’Asprand, ancien dux d’Asti et brièvement roi des Lombards en 712, Liutprand devait régner pendant 31 ans. Pendant toutes ces années, il tentera d'unifier la péninsule italienne, entrant régulièrement en conflit avec la papauté, pour laquelle il avait néanmoins le plus grand respect, et avec les Byzantins de l'exarchat de Ravenne.
À la fin du VIIe siècle, sous le pape Grégoire Ier (r. 590-604), l’Église romaine avait été forcée de remplacer l’administration byzantine défaillante, prenant charge de la population de Rome et de ses environs après de nombreuses famines et épidémies de peste. Avec l’accord tacite de Constantinople et de l’exarchat de Ravenne, le pape avait, au nom de l’empereur, pris la direction de la garnison militaire byzantine de Rome, ce qui avait donné, de facto, à la papauté un nouveau rôle sur ce territoire et ses environs. 
L’empereur Justinien II fut assassiné en 711. Les relations s’envenimèrent immédiatement entre Rome et Constantinople lorsque le pape refusa de reconnaitre son successeur, Philippikos (r. 711-713), en raison de ses sympathies monophysites. En Sicile, le strategos Serigos se rebella, et proclama un certain Basile Onomagoulos empereur. Léon III (r. 717-741) répondit en démettant Sergios et le remplaçant par un certain Paul. Sergios fut alors forcé de chercher refuge chez les Lombards dans le sud de l’Italie.
Les relations s’envenimèrent encore plus lorsqu’en 726 l’empereur augmenta les taxes dans les territoires byzantins d’Italie y compris dans les domaines pontificaux  comme impôt de participation à la guerre contre les Lombards, le pape Grégoire II (r. 715-731) refusa de payer; selon le Liber Pontificalis, l’empereur ordonna alors au dux de Rome, Paul, de tuer ou d’emprisonner le pape; Paul échoua et fut déclaré anathème; une rébellion contre l’autorité impériale secoua alors l’Italie gagnant même l’exarchat de Ravenne où la population dénonça à la fois l’exarque et l’empereur. Le pape se retrouvait ainsi allié naturel des Lombards.  
La tension monta à nouveau, sur le plan religieux cette fois, lorsque Léon III promulgua ses premiers édits interdisant le culte des images, le pape ordonna aux chrétiens de n’en tenir aucun compte; le dux byzantin de Naples, Exhiliratus fut tué par la foule alors qu’il tentait d’obéir à l’édit impérial et de détruire les images sacrées. Léon III répondit à la condamnation papale en détachant de Rome les évêchés hellénophones du sud de l’Italie, de Sicile et de Calabre ainsi que ceux d’Illyrie et de l'ouest de la Grèce actuelle pour les rattacher au patriarcat de Constantinople. De plus, il enleva au Siège de Rome les revenus des patrimoines pontificaux de l’Italie du sud pour les attribuer à l’empire,,.

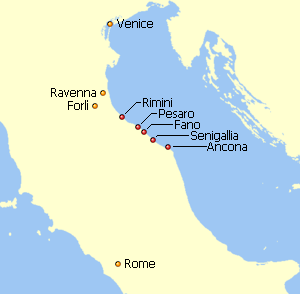
En rouge, les cinq villes formant le duché de la Pentapole byzantine.

Liutprand utilisa les frictions entre la papauté et l’Empire pour s’emparer des possessions byzantines en Émilie. En 727, il franchit le Pô ; son but premier était de s’emparer du corridor reliant Rome à Ravenne qui coupait en deux son propre royaume.  Il s’empara de  Bologne, Osimo, Rimini et Ancône, de même que d’autres cités en Émilie et en Pentapole byzantine. 
Comprenant que l’avancée du roi lombard sur la Via Cassia le conduirait inévitablement à Rome, le pape prit peur. En 728, Liutprand rencontra le pape à la forteresse de Sutri, d’importance stratégique pour Rome puisqu’elle dominait la Via Cassia à Nepi et les routes allant vers Péruge et la Toscane. Fort pieux et cédant aux menaces de damnation du pape, Liutprand accepta, par ce que l’on appela la « donation de Sutri », de retourner Sutri et quelques villes du Latium à la papauté « comme cadeau aux bienheureux apôtres Pierre et Paul »,,. Ce pacte devait constituer la première extension des États pontificaux hors de Rome. 
Pendant ce temps, l’empereur envoya Eutychios comme exarque à Ravenne avec comme mission de reprendre le contrôle de l’Italie. Lorsque celui-ci arriva à Naples, il conclut un accord avec Liutprand à l’effet que ce dernier attaquerait le pape si les Byzantins l’aidaient à soumettre les duchés de Spolète et de Bénévent, lesquels quoique lombards demeuraient farouchement indépendants. Devant ces forces conjuguées, les deux ducs durent se rendre et le nouvel exarque accompagné de Liutprand marcha sur Rome où le pape vint lui-même l’implorer de faire la paix. De son côté, Liutprand put convaincre ce dernier de renouveler son allégeance à l’empereur byzantin, si bien que l’exarque put ainsi entrer dans Rome, mais comme « invité du pape ». 
Cette réconciliation devait avoir des effets positifs : lorsqu’un certain Tibère Petasius se proclama empereur en Toscane alors qu’Euthychios se trouvait à court de personnel, ce fut le pape qui ordonna à l’armée de Rome de mettre un terme à la rébellion et d’assassiner l’usurpateur,. Ceci n’empêcha pas Liutprand de s’emparer de Ravenne une première fois dans le courant des années 730, forçant l’exarque Euthychios à s’enfuir à Venise, laquelle à l’appel du pape envoya une flotte récupérer la ville,. Durant la même période, les duchés de Spolète et de Bénévent se rebellèrent. Liutprand mata rapidement la révolte et établit ses neveux dans les deux duchés pendant que le duc de Spolète, Thrasimond II s’enfuyait à Rome demander la protection du successeur de Grégoire II, Grégoire III (r. 731-741). Furieux, Liutprand entreprit alors la conquête de ce qui était devenu le « Ducatus Romanus », comprenant Rome et la province environnante. Après avoir capturé Orte et Bomarzo, il arriva devant Rome qu’il assiégea. C’est alors que le successeur de Grégoire III, Zacharie (r. 741-752) écrivit à Charles Martel pour solliciter son aide,.
Liutprand profita à nouveau de la confusion existant à Constantinople lorsque l’usurpateur Artabasde remplaça brièvement Constantin V (r. 741-775) entre 741 et 743. Ce dernier, iconoclaste comme l’avait été Léon III, plaçait le pape dans une situation difficile, vu la suzeraineté officielle de l’empereur sur Rome. Liutprand augmenta la pression à la fois sur le duché de Spolète et sur Rome. Toutefois, le pape fut assez habile pour négocier un traité de paix de vingt ans avec Liutprand qui lui permettait de récupérer diverses forteresses perdues dans la Pentapole et le duché de Spolète. En 743, Liutprand se prépara à reprendre Ravenne. L’exarque Euthychios demanda la médiation du pape, lequel se rendit d’abord à Ravenne où il fut reçu avec les plus grands honneurs, puis à Pavie où résidait Liutprand qu’il persuada de retourner à l’exarchat les territoires conquis. Ce faisant, le pape agissait de sa propre autorité et se positionnait comme le protecteur de l’exarchat comme il l’avait fait du duché de Rome. En reconnaissance, Constantin V accorda au pape, en 743, deux grands domaines au sud de Rome, probablement pour marquer d’une part le lien qui unissait toujours le pape à l’empire, et d’autre part pour compenser les territoires spoliés par son prédécesseur en 732/733,.

## Suites de ces guerres

L’Italie en 751.

Liutprand devait mourir en 744. À partir de ce moment, la lutte se fera davantage entre la papauté d’une part et les Lombards d’autre part ou entre les Francs et les Lombards, qu’entre les Lombards et Constantinople, situation qui perdurera jusqu’à ce que le dernier roi lombard, Didier (aussi connu par son nom latin de Desiderius) (r. 757-774) soit vaincu et remplacé en 774 par Charlemagne. 
Le pape Zacharie fut capable de confirmer le traité de paix de vingt ans avec le deuxième successeur de Liutprand, Ratchis (r. 744-749), lequel après un court règne eut un successeur plus agressif, Aistulf (r. 749-756). Celui-ci attaqua l’Istrie, Ferrara, Commacchio et, finalement, Ravenne, où une partie de la population préférait la domination lombarde à celle du pape. Réaliste, l’exarque Euthychios lui remit la ville.
La chute de Ravenne que les Lombards continueront à occuper jusqu’à l’arrivée de Charlemagne n’eut que peu de conséquences pour les autres possessions byzantines en Italie où, depuis des décennies le véritable pouvoir était entre les mains des élites locales sous la direction d’un dux. 
Au nord, la Vénétie et l’Istrie continuèrent à reconnaitre la suzeraineté impériale, même si l’Istrie tomba pour deux brèves périodes aux mains des Lombards, la première peu après 751, puis de 768 à 772. En 774, elle était de nouveau territoire impérial mais fut conquise par les Francs au cours du  VIIIe siècle, possiblement lors de la victoire de Charlemagne sur les Byzantins en 788. La Vénétie pour sa part, qui avait vu ses frontières reconnues par Liutprand, affirma progressivement son autonomie tout en reconnaissant officiellement l’autorité impériale. Dirigée d’abord par un collège de notables ou « tribuni », elle élit son premier doge vers 697 ou 715. En 727, le doge Orso Ipato reçut des Byzantins le titre de « hypatos » qui en faisait un « dux » pratiquement autonome. Finalement, Venise fut reconnue comme territoire byzantin par un traité signé entre les Francs et l’Empire byzantin en 812.
Au sud, les duchés de Calabre, Otrante et Naples continuèrent à être dirigées par le strategos du thème de Sicile, laquelle assuma une place plus importante dans la politique impériale à partir du VIIe siècle. À l’abri des attaques des Lombards qui ravageaient l’Italie continentale, l’ile continua à être dirigée par une administration civile dirigée par un « praitor » assisté de l’élite locale. Après la décision de Constant II (r. 641-668) de quitter Constantinople pour l’Italie en 661 et sa campagne infructueuse contre les Lombards dans le sud de l’Italie, la cour impériale s’établit à Syracuse en 668,.
Enfin, en Italie centrale, la papauté, les Lombards et les élites locales continuèrent à se disputer l’exarchat, la Pentapole et Rome. Maintenant allié des Francs, le pape Adrien (r. 772-795) put indirectement réclamer son indépendance dans une lettre  qu’il adressait à Constantin VI (r. 780-797), écrivant que Charlemagne « avait remis par la force à l’apôtre de Dieu les provinces, cités et forteresses, territoires et patrimoines qui avaient appartenu à la perfide race des Lombards ».